# Ohannes Kayserian
Ohannes Kayserian  († 1924 in Istanbul) war ein armenischer Herausgeber, Publizist und Buchhändler in Istanbul. 
Ohannes Kayserian war wie sein Bruder Krikor Efendi Kayserian (auch Krikor Faik) Herausgeber sowie Gründer der Vatan Kütübhanesi bzw. der Asir Kütübhanesi in Istanbul. Zwischen 1907 und 1908 gab er die armenische Zeitschrift Luys (dt. Licht) heraus. Ebenso gaben sie 1885–1914 Bücherkataloge heraus, die bis heute kaum erforscht wurden. 